# Balakata
Balakata es un género de plantas con flores perteneciente a la familia Euphorbiaceae. Tiene dos especies distribuidas de India a Malasia. Es originario del sur de China y Asia tropical.

## Taxonomía
El género fue descrito por Hans-Joachim Esser y publicado en Blumea 44: 154. 1999.

## Especies aceptadas
A continuación se brinda un listado de las especies del género Balakata aceptadas hasta octubre de 2012, ordenadas alfabéticamente. Para cada una se indica el nombre binomial seguido del autor, abreviado según las convenciones y usos.
- Balakata baccata (Roxb.) Esser
- Balakata luzonica (Vidal) Esser